# Bradley Steven Perry
Bradley Steven Perry (n. 23 noiembrie 1998) este un actor american, cunoscut mai ales datorită rolului lui Gabe Duncan în serialul Bafta Charlie. Perry a mai jucat și în alte filme, precum Minunata aventură a lui Sharpay, High School Musical etc. 

## Carieră
Perry și-a început cariera în anul 2008, la vârsta de 10 ani, având roluri mici în producții precum Choose Connor și Magnificient Max.
În 2010 a început să joace în serialul  Baftă, Charlie de la Disney Channel. Aici a jucat rolul lui Gabe Duncan, al treilea copil din cei cinci ai familiei Duncan, iar în 2011 a apărut în filmul Baftă, Charlie - Călătoria, tot în rolul lui Gabe Duncan. 
În același an, Perry a jucat în filmul Minunata aventură a lui Sharpay, unde l-a interpretat pe tânărul Roger Elliston al III-lea. În 2013 a primit un rol principal în serialul Medici pentru eroi de la Disney Channel, unde l-a interpretat pe Kaz, alături de Jake Short și Paris Berlec.
În 2014 a primit rolul lui Jack Parker în filmul original Minciuna are picioare scurte, iar în 2015, după încheierea serialului Medici pentru eroi, a început să joace în spinoff-ul Lab Rats: Forța de Elită.

## Viața personală
Perry locuiește în sudul Californiei alături de părinți și de cele trei surori mai mari ale sale. El a făcut școala de acasă în timpul filmărilor pentru serialul Baftă, Charlie. În timpul liber joacă baseball în cadrul unei echipe locale. 
Perry s-a implicat de-alungul timpului în mai multe proiecte caritabile precum Toys for Tots, unde a donat jucării pentru copiii nevoiași în perioada Crăciunului sau. De asemeneaa fost implicat în proiectul Make a Wish, din cadrul fundației cu același nume, unde a contribuit la realizarea dorințelor copiilor bolnavi.

## Filmografie

###### Filme
| An   | Film                            | Rol               | Notițe               |
| ---- | ------------------------------- | ----------------- | -------------------- |
| 2007 | Choose Connor                   | School Boy        |                      |
| 2007 | Magnificent Max                 | Georgie Rosenthal | Film de scurt-metraj |
| 2009 | Old Dogs                        | Soccer Kid        |                      |
| 2009 | Who Shot Mamba?                 | David             |                      |
| 2009 | Opposite Day                    | Security Guard 39 |                      |
| 2009 | The Goods: Live Hard, Sell Hard | Young Don Ready   |                      |
| 2010 | Peacock                         | Young Don Skillpa |                      |
| 2011 | Minunata aventură a lui Sharpay | Roger Elliston    | Film de televiziune  |
| 2011 | Baftă Charlie: filmul           | Gabe Duncan       | Film de televiziune  |
| 2014 | Pants of Fire                   | Jack Parker       | Film de televiziune  |

###### Televiziune
| An        | Show                     | Rol               | Notițe                                                              |
| --------- | ------------------------ | ----------------- | ------------------------------------------------------------------- |
| 2008      | Without a Trace          | Charlie           | ”Closure” (Sezonul 7, Episodul 1)                                   |
| 2010-2014 | Baftă Charlie            | Gabe Duncan       | Rol principal                                                       |
| 2013      | Jessie (serial TV)       | Gabe Duncan       | ”Good Luck Jessie: New York City Christmas” (Sezonul 3, Episodul 7) |
| 2013-2015 | Medici pentru eroi       | Kaz               | Rol principal                                                       |
| 2014      | Win, Lose or Draw        | El însuși         |                                                                     |
| 2015      | Nu-i vina mea            | Dr. Scott Gabriel | The doctor is In                                                    |
| 2016      | Lab Rats: Elite Force    | Kaz               | Rol principal                                                       |
| 2016-2017 | Descendants Wicked World | Zevon             | Voce (sezonul 2)                                                    |
| 2017      | Speechless               | Donald            | Episodul „H-e-r-Hero”                                               |
| 2019      | Schooled                 | Alec Raday        | Episodul „There is No Fighting in Fight Club”                       |